# Kaltbrunn SG
| SG ist das Kürzel für den Kanton St. Gallen in der Schweiz. Es wird verwendet, um Verwechslungen mit anderen Einträgen des Namens Kaltbrunn zu vermeiden. |

Kaltbrunn ist eine politische Gemeinde und eine Ortschaft im Kanton St. Gallen in der Schweiz. Sie befindet sich im Wahlkreis See-Gaster. 

## Geographie
Kaltbrunn liegt östlich von Uznach, nördlich von Benken, westlich von Schänis und südlich von Gommiswald.
Das Dorf und die Weiler Fischhausen, Wilen und Steinenbrücke befinden sich auf Schuttkegeln am Rande der Linthebene. An den locker besiedelten Hängen liegen Gublen, Chirnen und Altwies.
In Kaltbrunn liegt das Südportal des Rickentunnels. Der Rickenpass führt nach Wattwil im Toggenburg.

## Geschichte
Der Ursprung des Namens Kaltbrunn ist nicht genau feststellbar. In frühen geschichtlichen Aufzeichnungen wird die Siedlung «Chaldebrunna» genannt. Ab dem 13. Jahrhundert wird in Urkunden «Chaltbrunnen» geschrieben. Die jetzt gültige Schreibweise «Kaltbrunn» ist auf das Jahr 1857 zurückzuführen.

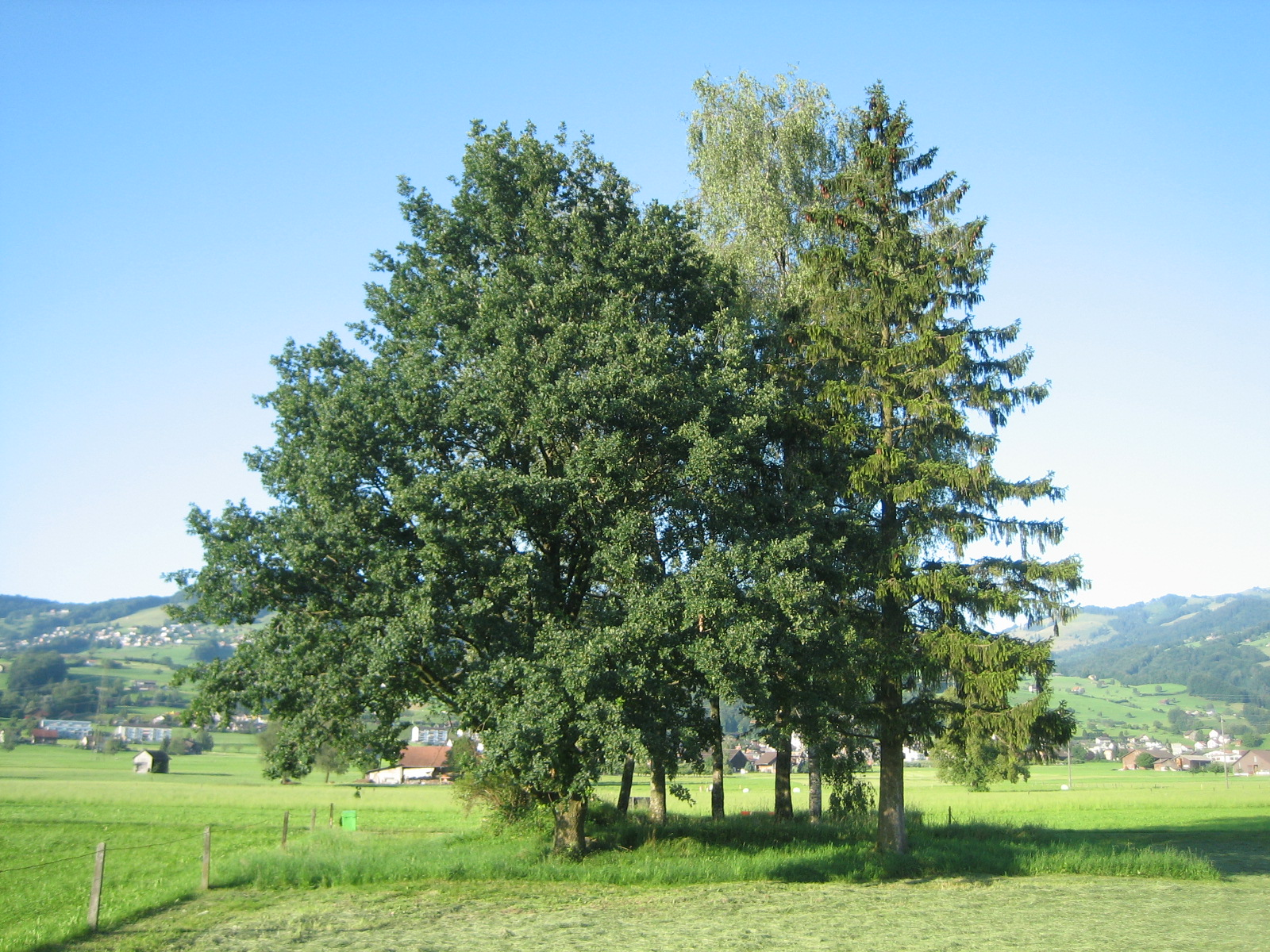
Ruine Bibiton

Auf dem Schlossbüchel wurden prähistorische Siedlungsspuren gefunden. Der Dinghof Kaltbrunn, zuvor vermutlich zum Hof Benken gehörig, gelangte 940 an Einsiedeln. Verwaltet wurde er vom 13. bis 15. Jahrhundert durch die Meier von Kaltbrunn, ab Mitte des 15. Jahrhunderts durch Ammänner des Klosters. Die Burg Bibiton, wohl im 13. Jahrhundert angelegt und zwischen 1358 und 1443 Sitz von Toggenburger und Einsiedler Lehensträgern, wurde vermutlich im Alten Zürichkrieg 1444 zerstört. Die hohe Gerichtsbarkeit lag bis 1438 bei den Kastvögten Einsiedelns. Danach kam Kaltbrunn als Tagwen der Landvogtei Gaster unter die Herrschaft von Schwyz und Glarus und wurde 1803 in den neuen Kanton St. Gallen eingegliedert.
Die im 10. Jahrhundert gegründete Pfarrkirche St. Georg erhielt mit Bezug zur «unteren» Kirche in Benken den Namen «Oberkirch»; 1819 bis 1821 erfolgte der Abbruch und ein Neubau im Dorf. 1529 trat Kaltbrunn zur Reformation über, kehrte aber nach dem zweiten Kappelerkrieg unter Druck von Schwyz zum alten Glauben zurück.

Luftbild von Werner Friedli von 1953

Viehzucht und Ackerbau waren lange die wichtigsten Erwerbsquellen. Der herbstliche Viehmarkt muss vor 1553 eingeführt worden sein; er ist noch heute von regionaler Bedeutung. Der Linthkanal, Bachverbauungen um 1830 sowie 1879 bis 1883 Kanäle befreiten Kaltbrunn von der Wassernot (siehe auch Steinenbach (Limmat)). Das Kaltbrunner Riet, seit 1994 ein Flachmoor von nationaler Bedeutung, ist der Rest der einstigen Sumpflandschaft. Der Bau des Rickentunnels brachte den Bahnanschluss. Im 19. Jahrhundert und während der Weltkriege wurde Kohle in Uzenbühl und Gublen abgebaut. Eine 1927 errichtete Federnfabrik und seit 1973 die Linth Möbelfabrik sind die grössten Unternehmen in Kaltbrunn. Im 20. Jahrhundert veränderte sich die Erwerbsstruktur erheblich. Der Anteil des dritter Wirtschaftssektors verfünffachte sich, der zweite wuchs um einen Drittel. Überbauungen am Ortsrand sind Zeugen der jüngeren Gemeindeentwicklung; viele Einwohner arbeiten heute auswärts. 1935 wurde die Sekundarschule, 1978 das Oberstufenzentrum, 1977 das Ortsmuseum und 1997 die Mehrzweckhalle «Kupfen Treff» eröffnet.

## Bevölkerung
| Jahr      | 1850  | 1900  | 1950  | 1980  | 2000  | 2010  | 2020  |
| Einwohner | 1494  | 1700  | 2451  | 2735  | 3694  | 4189  | 4976  |
| Quelle    | [ 5 ] | [ 5 ] | [ 5 ] | [ 5 ] | [ 5 ] | [ 6 ] | [ 6 ] |

## Sehenswürdigkeiten
Seine wichtigsten Sehenswürdigkeiten sind die Pfarreikirche St. Georg (aus dem XIX. Jahrhundert), die Burgruine Bibiton (XIII. Jahrhundert) und die 1991 geweihte Bruder-Klausen-Kapelle in Altwies, mit Blick über die Linthebene und den Obersee.
Im Kaltbrunner Ried gibt es zwei Aussichtstürme, einen grossen und einen kleinen (siehe Artikel Beobachtungsturm Kaltbrunner Ried (klein) und Beobachtungsturm Kaltbrunner Ried (gross)).

## Veranstaltungen
Der Schweizer High-Power-Raketen-Verein Advanced Rocketry Group of Switzerland veranstaltet in der Nähe von Kaltbrunn regelmässig Flugtage mit High-Power-Raketen.

## Persönlichkeiten
- Charitas Brader (1860–1943), Ordensgründerin der Missions-Franziskanerinnen Maria Immakulata
- Karl Hager (1862–1918), Pater im Kloster Disentis und Naturwissenschaftler
- Georg Schelbert (1922–2015), Theologe
- Rudolf Jud (* 1923), Historiker und Hochschullehrer, ab 1947 Herausgeber der Literaturzeitschrift Erasmus, Träger des Bundesverdienstkreuzes I. Klasse.[8]
- Leo Schelbert (1929–2022), Historiker
- Paul Zahner (* 1966), katholischer Theologe und Kirchenhistoriker
- Marco Fäh (* 1973), Kantonsrat (Grüne)

## Bilder

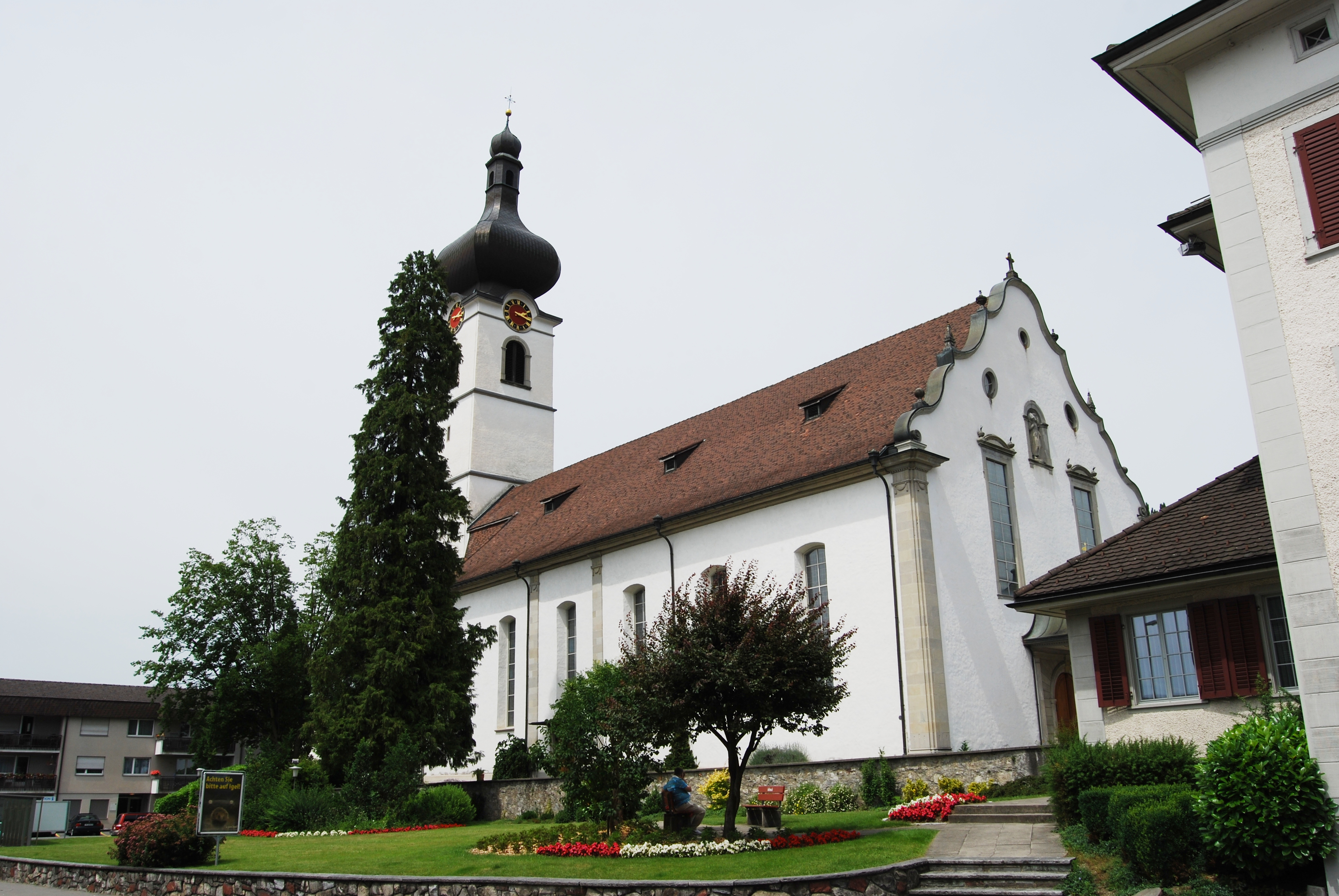
Kirche St. Georg in Kaltbrunn
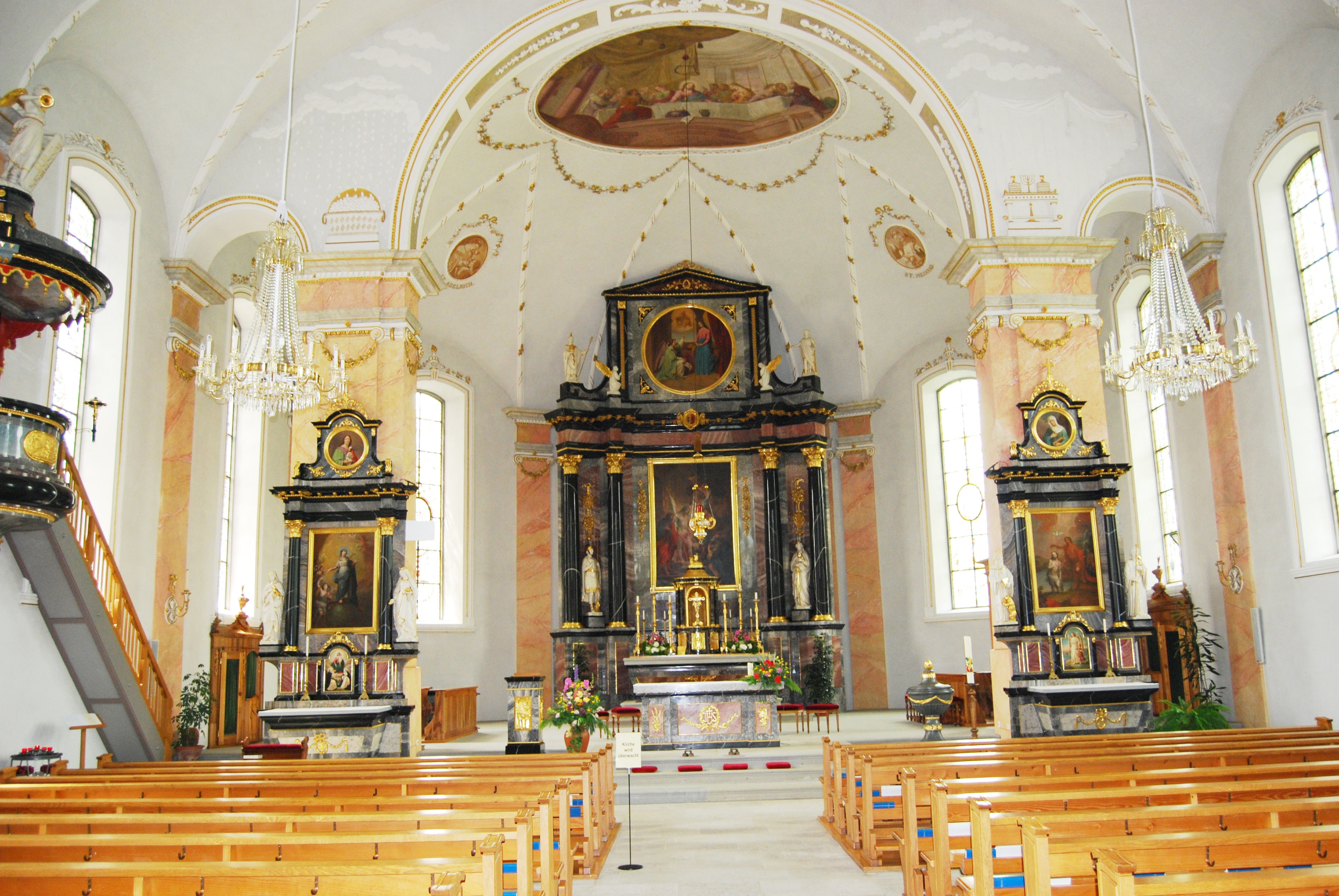
Innenansicht der Kirche
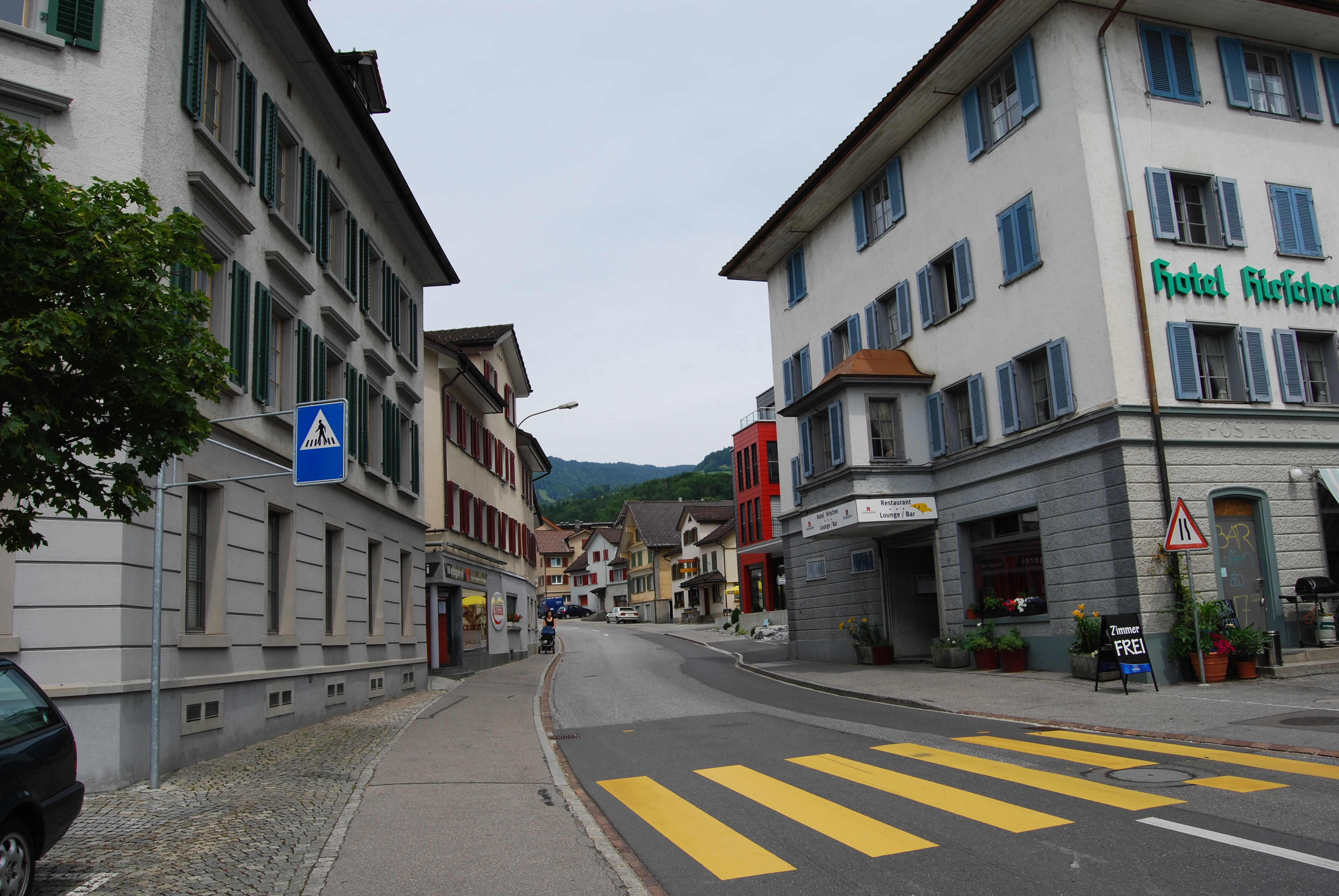
Dorfzentrum von Kaltbrunn
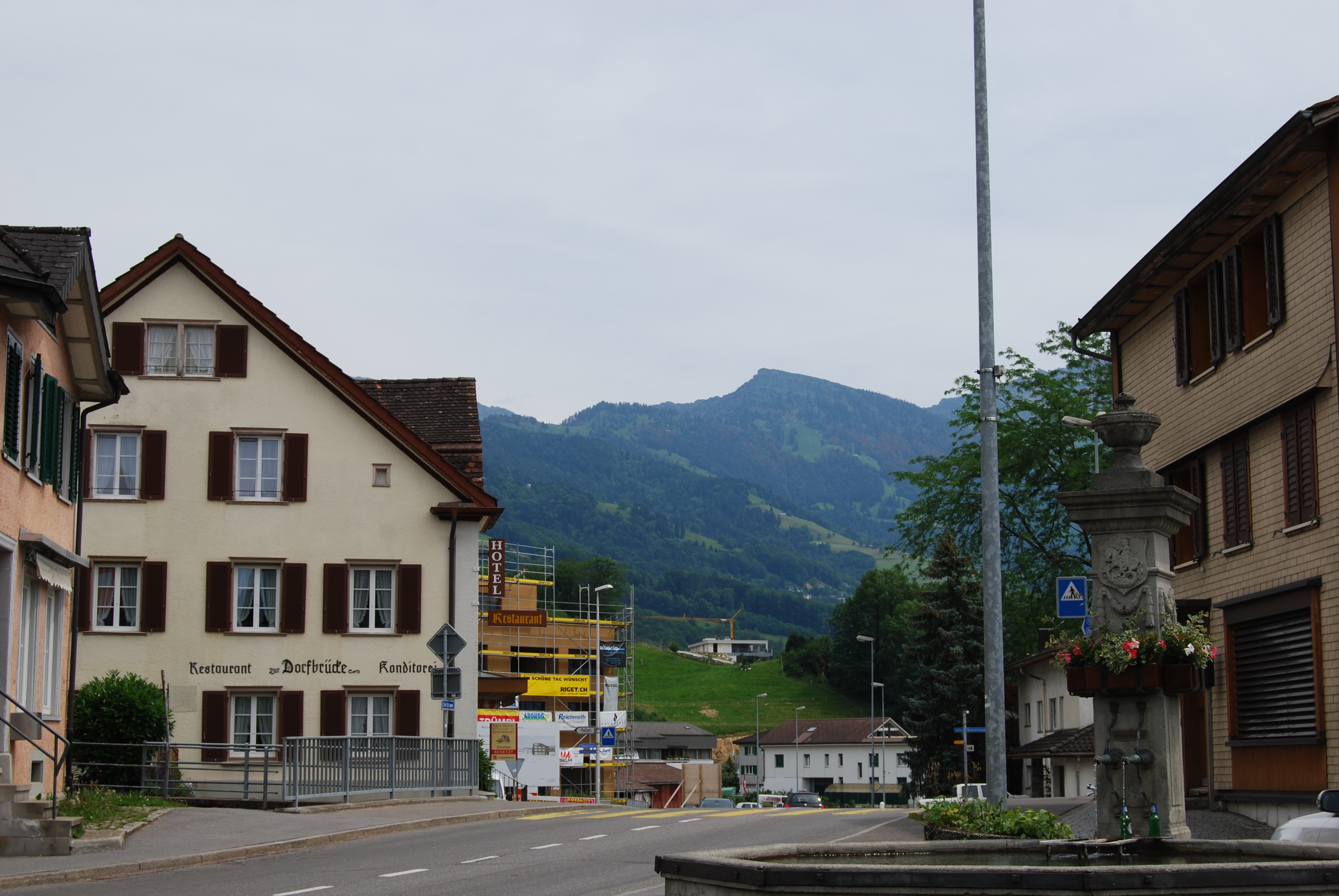
Dorfzentrum, Blick auf den Speer